# Khalanga (Salyan)
Khalanga (nep. खलङ्गा) – gaun wikas samiti w zachodniej części Nepalu w strefie Rapti w dystrykcie Salyan. Według nepalskiego spisu powszechnego z 2011 roku liczył on 1943 gospodarstwa domowe i 7668 mieszkańców (3960 kobiet i 3708 mężczyzn).